# Augusta de Hesse-Kassel (1823-1889)
La princesa Augusta de Hesse[-Kassel] (Copenhague, 30 de octubre de 1823-Skamby, 17 de julio de 1889) fue un miembro de la casa de Hesse-Kassel.

## Biografía
Fue la segunda hija y cuarta de los vástagos de Carlos de Hesse-Kassel y su esposa, Luisa de Dinamarca, hija de Federico V de Dinamarca. Augusta tendría otros cinco hermanos:
1. Carolina Federica María, fallecida a los 18 años;
2. María Luisa Carlota, casada con el príncipe Federico Augusto de Anhalt-Dessau;
3. Luisa, casada con Cristián IX de Dinamarca;
4. Federico Guillermo, considerado heredero del landgraviato de Hesse-Kassel, casado en primeras nupcias con la gran duquesa Alejandra Nikoláyevna, hija de Nicolás I de Rusia y de Carlota de Prusia, quedó viudo poco después de su matrimonio y se casó en segundas nupcias con la princesa Ana de Prusia;
5. Sofía Guillermina de Hesse-Kassel, fallecida a los dos días de nacida.

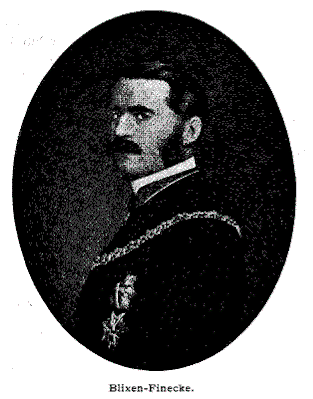
Su marido, el barón Carl Frederick von Blixen-Finecke.

El 1 de junio de 1854 en el castillo de Panker contraería matrimonio morganático con el barón Carl Frederick von Blixen-Finecke (1822-1873), político liberal danés al que había conocido en la corte danesa. El barón había estado casado desde 1842 con Gustava von Ankarcrona (1821-1890), divorciándose de esta en 1852. La unión de Augusta con Carl Frederick encontró una doble resistencia ya que este último no era miembro de una casa soberana y además estaba divorciado. Finalmente, Federico Guillermo de Hesse-Kassel dio su consentimiento a la boda, siempre que Augusta aceptara el carácter morganático del matrimonio y no tomara el apellido de su marido. 
El barón Carl Frederick von Blixen fue ministro de asuntos exteriores del reino de Dinamarca desde 1859 hasta 1860. La familia veraneaba en la localidad danesa de Helsingor, en Villa Augusta, antigua fábrica de azúcar que habían transformado en residencia.
Augusta quedó viuda el 6 de enero de 1873.
Murió en 1889.
Su marido era el padre del marido de la escritora Karen Blixen.

## Matrimonio y descendencia
De su matrimonio con el barón Carl Frederick von Blixen-Finecke tuvo dos hijos:
- Wilhelm Carl Ferdinand Christian Fredrik Hilda Rudolf Gustaf (1857-1909).
- Wilhelm Carl Anna Otto Gunnar Axel (1863-1942), casado con Berta Castenschiold, serían padres de Carl August von Blixen-Finecke (1889-1954).

### Individuales
1. ↑  Hesse, Electorado de (1852). «Kurfürstlich Hessisches Hof- und Staatshandbuch: 1852». Kurfürstlich Hessisches Hof- und Staatshandbuch (en alemán) (Waisenhaus): 2. Consultado el 9 de julio de 2022.
2. ↑  Larsen, Helge (17 de julio de 2011). «Carl Frederik Blixen Finecke | lex.dk». Dansk Biografisk Leksikon (en danés). Consultado el 18 de agosto de 2022.
3. ↑  «Villa Augusta - Helsingør Leksikon». helsingorleksikon.dk. Consultado el 18 de agosto de 2022.
4. ↑  Bricka, Carl Frederik (1887). «Augusta.». Dansk biografisk Lexikon (en danés) 1. Gyldendalske Boghandels Forlag (F. Hegel & Søn). p. 380. Consultado el 18 de agosto de 2022.
5. ↑  «Hof- und Staatshandbuch des Großherzogtums Hessen: für das Jahr 1878». Hof- und Staatshandbuch des Großherzogtums Hessen (en alemán): 7.
6. ↑  Krogh, Ferdinand Christian Herman von (1866). Den høiere danske adel (en danés). C. Steen & søn. p. 254. Consultado el 18 de agosto de 2022.